# Горан Марковић (правник)
Горан Марковић (Бијељина, 1978) српски је универзитетски професор и правник. Редовни је професор на предметима Уставно право и Упоредно уставно право и тренутно обавља функцију декана на Правном факултету у Источном Сарајеву.

## Биографија
Горан Марковић је рођен 1978. године у Бијељини, гдје и сада живи. Дипломирао је на Правном факултету Универзитета у Београду 2001. године. Магистарску тезу под насловом "Партиципативна демократија у развијеним грађанским друштвима: идеја и искуства" одбранио је на истом факултету 2005. године. Докторирао је на Правном факултету Универзитета у Београду 2009. године одбранивши дисертацију под насловом "Федерализам у уставном систему Босне и Херцеговине". Запослен је на Правном факултету Универзитета у Источном Сарајеву и предаје Уставно право у Упоредно уставно право. Раније је држао наставу и на предмету Увод у право. Учествовао је на више десетина стручних и научних скупова. Члан је Редакције "Годишњака Правног факултета у Источном Сарајеву" и један од уредника часописа "Нови пламен" Члан је International Institute for Self-management. Проф. Марковић често иступа у јавности коментаришући друштвено-политичка збивања. Такође објављује аналитичке текстове на више домаћих портала. Оснивач је и предсједник Радничко-комунистичке партије Босне и Херцеговине.